# James Telesuper
James Telesuper was een Nederlandse thuiswinkeldienst voor supermarktartikelen, waarbij gebruikers telefonisch of online, via videotexdiensten, boodschappen konden bestellen en konden laten bezorgen. De dienst begon in 1984 als een experiment van Unigro, en werd twee jaar later overgenomen door Ahold. James Telesuper is daarmee in feite de voorloper van Albert Heijn Online.
Het bezorgingsgebied was ruwweg de driehoek Amsterdam-Haarlem-Den Haag; het distributiecentrum was in Heemstede gevestigd. Bij een proef in Amstelveen met de verspreiding van duizend gratis Viditel-terminals bleek James Telesuper na de online telefoongids de populairste dienst. Met name de rijdende winkel moest het daarbij ontgelden: die werd door de deelnemers nauwelijks meer gebruikt.
In 1990 maakte de dienst nog verlies. Later werd James Telesuper de AH Thuisservice, maar die dienst werd in 2001 voortgezet onder een nieuwe opzet onder de naam Albert.